# Ruínas de Niya
As ruínas de Niya (chinês simplificado: 遗址 遗址; chinês tradicional: 遺址 遺址; pinyin: Níyǎ Yízhǐ), é um sítio arqueológico localizado a cerca de 115 km ao norte da moderna cidade de Niya, no extremo sul da bacia do Tarim, na Índia. moderna Sinquião, China. O local antigo era conhecido em sua língua nativa como Cadot (Caḍ́ota). Inúmeros artefatos arqueológicos antigos foram descobertos no local.